# Profil cultural

Un profil de sol avec ses différents horizons. La zone décrite par la méthode du profil cultural comprend les horizons O, A et B.

En agriculture le profil cultural désigne l'ensemble des couches de sol caractérisées par l’intervention conjointe des instruments de culture, des racines des végétaux et des facteurs naturels physiques, chimiques et biologiques,.
La méthode du profil cultural est une méthode d’observation du sol qui fournit des données de terrain pour l'agriculteur ou l'agronome. Elle a été définie par les agronomes de l'INRA comme une coupe de terrain pratiquée au champ sur la couche arable (horizons O et A) et l'horizon B sous-jacent et qui correspondent aux couches normalement explorées par les racines des cultures.

## Le sol en agriculture
Le sol a de multiples fonctions prises en compte par les agriculteurs.
D’un point de vue agronomique, la fonction de production est toujours présente et amène à prendre en compte, en particulier, les besoins des plantes cultivées sur la parcelle. On peut alors définir le sol dans sa dimension verticale comme l’ensemble des horizons explorés par les racines des différentes cultures (et intercultures) du système de culture. 
La dimension temporelle est importante et va au-delà de la succession de cultures pour intégrer les notions de durabilité des systèmes agricoles et la question de la conservation du sol préoccupe les agriculteurs.

## La méthode du profil cultural
La « méthode du profil cultural » ou « profil cultural » est un outil de diagnostic agronomique qui permet à partir de l'examen d'une couche de sol (1,50 m de profondeur et 3 à 4 m de long) de tirer des principes d'action pour la pratique agricole. 
L'originalité principale de la méthode consiste en une double partition :
- verticale : les horizons anthropiques H et pédologiques P,
- horizontale, résultant d'une partition latérale L liée aux actions culturales.

Les strates ainsi définies font l'objet d'une description très méthodique :
- structure du sol : état interne des mottes et modes d'assemblage de ces mottes avec la terre fine,
- effet du travail du sol
- état hydrique du sol,
- répartition des racines et obstacles éventuels à leur diffusion (roches, zones compactées ou hydromorphes…),
- localisation et évolution des matières organiques,
- faune du sol.

## Comment réaliser un profil cultural?
Après avoir choisi une zone représentative de la parcelle, Il faut définir les dimensions et l’orientation de la fosse en fonction de la question posée et choisir la face d’observation pour la préserver de tout compactage ou piétinement pendant le creusement. La fosse doit être perpendiculaire au sens de travail du sol (ce qui suppose de connaître précisément l’itinéraire technique de la parcelle) et suffisamment grande et profonde (surtout si on la creuse au tractopelle), pour permettre une bonne prise en compte de la variabilité spatiale. Pour l’observation du profil, quelques outils sont indispensables : une fourche à bêcher, un couteau avec une lame de 15 cm environ et arrondie à son extrémité (type couteau à désosser), un ou deux double mètres, et si possible un bon soufflet. 
Dans un premier temps, on va chercher à repérer les partitions verticales et latérales, indispensables pour une compréhension de l’origine des différents états structuraux et une interprétation correcte du profil. Pour ce qui concerne la structure, on décrira ensuite chaque strate en caractérisant successivement :
- le mode d’assemblage des mottes et de la terre fine. État « o », comme « ouvert » pour des mottes peu soudées entre elles et avec la terre fine. État « b », comme blocs, pour des mottes décimétriques avec cavités. État « c », comme « continu » s’il n’y a pas de mottes discernables.
- l’état interne des mottes (on casse chaque motte en deux pour observer la face de fragmentation). 
  - Mottes delta, face plane sans aspérité, pas de porosité visible, généralement pas de racine ni vers de terre, résulte d’un tassement sévère.
  - Mottes gamma, rugosité et porosité importantes, absence de tassement.

Mottes delta zéro, état intermédiaire, face de fragmentation plane mais rugueuse, porosité faible mais non nulle, quelques racines et galeries de vers de terre. 
Mottes phi, seulement si présence d’argiles gonflantes, amorce de fissures, facettes anguleuses. 
Mottes delta plus, face parfaitement plane avec traces de «plissement », résultent d’un tassement très sévère.
Il est également très intéressant d’observer les galeries de vers de terre visibles sur la face d’observation (galeries vides et brillantes, ou partiellement remplies de déjections, présence de cavités sphériques, etc.), et de procéder au comptage des orifices ouverts de galeries de vers de terre, sur un plan horizontal comme le fond de labour.
Une mise en relation de toutes ces observations (sans oublier les racines) permettra de forger progressivement un diagnostic à l’échelle du profil et donc pour la zone étudiée sur la parcelle.

## Vers une approche globale du sol
L'examen du profil cultural a pour but d'établir un diagnostic de la situation et de déboucher sur des modifications éventuelles des pratiques de l'agriculteur. Cette démarche peut aussi avoir d’autres objectifs comme l’évaluation des potentialités agronomiques, ou servir de base à une expertise agronomique des pratiques agricoles. Les préoccupations des agriculteurs (en particulier en agriculture biologique) ont conduit à la rénover en privilégiant des outils d’observation de la composante biologique.
Sur le terrain de nombreux agriculteurs s’intéressent à cette démarche "profil cultural rénové" où le sol est considéré comme un milieu complexe et vivant, et où on prend en compte une approche intégrée des composantes physique, chimique et biologique du sol.
Le profil cultural concerne le sol (principalement les composantes physique et biologique) et l’analyse de terre ne concerne que le matériau (la terre avec ses composantes chimique  et organique), ces deux outils sont complémentaires.
Le comptage des orifices (ouverts) de galeries de vers de terre au niveau du fond de labour s'avère une information intéressante même si son interprétation est un peu complexe (l’abondance des vers de terre dépend autant de la quantité de matières organiques présentes dans le sol ou sur le sol que des qualités physique et biologique du sol. Les agriculteurs apprécient cet indicateur qu’ils espèrent mettre en relation avec leurs pratiques de travail du sol et de gestion des matières organiques.